# Richard L. Bare
Richard Leland Bare (12. august 1913 – 28. marts 2015) var en amerikansk filminstruktør, der specielt har instrueret programmer til tv samt kortfilm.
Han kendes primært for at være manuskriptforfatter og instruktør til Joe McDoakes for Warner Brothers i 14 år fra 1942. På tv instruerede han en enkelt episode af tv-serien The Twilight Zone samt stort set samtlige episoder af CBS's serie Green Acres.
Bares memoirer Confessions of a Hollywood Director fortæller om virket som instruktør – herunder også fortællinger fra bag scenerne.